# Böda församling
Böda församling var en församling i Växjö stift och i Borgholms kommun i Kalmar län på norra Öland. Församlingen uppgick 2010 i Nordölands församling.
Församlingskyrka var Böda kyrka. 

## Administrativ historik
Församlingen har medeltida ursprung.
Församlingen utgjorde ett eget pastorat till 1995, för att därefter till 2006 vara annexförsamling i pastoratet Högby, Källa, Persnäs och Böda. Församlingen ingick från 2006 till 2010 i Norra Ölands pastorat. Församlingen uppgick 2010 i Nordölands församling.
Församlingskod var 088513.

## Series pastorum
| Ämbetstid     | Namn                                   | Levnadstid    | Övrigt          |
| (1508)–(1514) | Nicolaus                               | d. 1514       |                 |
| (1525)        | Laurentius Gudmundi                    |               |                 |
| (1549)        | Peder                                  |               |                 |
| (1551)–(1561) | Elaus                                  |               |                 |
| 1561–1569     | Petrus Nicolai                         | d. omkr. 1598 |                 |
| (1569)–1602   | Elaus Nicolai                          | d. 1602       |                 |
| 1602–1614     | Ambrenus Andreae                       | d. 1614       |                 |
| 1615–1620     | Elias Nicolai                          |               |                 |
| 1620–1644     | Laurentius Andreae (Calmariensis)      | d. 1650       |                 |
| 1644–1653     | Hemmingius Nicolai Kore (Choraeus)     | 1588–1653     |                 |
| 1654–1672     | Jonas Petri Häradshammarinus           | d. 1672       |                 |
| 1673–1690     | Olaus Petri Moraeus                    | d. 1690       |                 |
| 1691–1711     | Nicolaus Olai Moraeus                  | 1661–1711     |                 |
| 1713–1739     | Nicolaus Magni Risenius (eller Rising) | 1682–1739     |                 |
| 1740–1752     | Jonas Melenius                         | 1696–1752     |                 |
| 1753–1761     | Georg Ahlberg                          |               |                 |
| 1761–1779     | Olof Fagerroth                         | 1714–1779     |                 |
| 1781–1808     | Jonas Bowallius                        | 1737–1808     |                 |
| 1811–1815     | Sven Swenander                         | 1764–1815     |                 |
| 1818–1836     | Olof Melén                             | 1758–1836     |                 |
| 1839–1857     | Abraham Lindwall                       | 1796–1878     |                 |
| 1857–1863     | Anders Gustaf Kjellberg                | 1803–1863     |                 |
| 1865–1889     | Peter Jonsson                          | 1818–1889     |                 |
| 1892–1902     | Olof Petersson                         | 1831–1902     |                 |
| 1903–1905     | Karl Svensson                          | 1844–1905     |                 |
| 1906–1916     | Erland Förander                        | 1858–1916     |                 |
| 1918–1934     | Johan Werner                           | 1858–1934     | Kontraktsprost. |
| 1936–1971     | Tage Jannert                           | 1904–1984     | Kontraktsprost. |

## Klockare, kantor och organister
| Ämbetstid | Namn             | Levnadstid | Övrigt                |
| --------- | ---------------- | ---------- | --------------------- |
| 1760-1761 | Knut Persson     | 1702-      | Klockare              |
| 1768-1777 | Pehr Bökelund    | 1740-      | Klockare              |
| 1778-1792 | Jonas Bökelund   |            | Klockare              |
| 1806-1809 | Petter Bökelund  | 1775-      | Klockare              |
| 1812      | J. P. Fagerberg  | 1771-      | Klockare              |
| 1812-1835 | Carl Adam Löving | 1787-1835  | Klockare och organist |
| 1835-1843 | Johan Gafslandes | 1810-      | organist och klockare |